# Farmington, Quận Jefferson, Wisconsin
Farmington là một thị trấn thuộc quận Jefferson, tiểu bang Wisconsin, Hoa Kỳ. Năm 2010, dân số của thị trấn này là 1.334 người.